# Erica Campbell
Erica Rose Campbell (Deerfield, New Hampshire, 12 de maio de 1981) é uma  ex-modelo erótica e de nudez estadunidense.

## Carreira
Erica Campbell não usava pseudônimo e não atuava em cenas com relações sexuais, somente performances solo. Participou de vários filmes, porém não se considerava atriz. Foi vencedora do concurso Mystique Magazine Model Safari de 2003. Foi também Modelo do Ano de 2005 da Edição Especial da revista Playboy. Foi eleita Cyber Girl da semana no site Playboy.com pela primeira vez em junho de 2006, e do mês em outubro do mesmo ano. Também foi modelo da revista Penthouse em abril de 2007.
No dia 11 de Maio de 2008 anunciou através de uma carta à sua página na internet, que não trabalhará mais no entretenimento adulto após sua conversão ao Cristianismo.

## Filmografia
- Costume Bondage! (2006) .... primeira Cheerleader
- Naked Damsels in Distress! (2006)
- Sexy Nice Girls Bound and Silenced! (2006)
- Please Don't Hogtie Me (2005)
- Good Girls Suck Toes! (2004)
- Busty Naturals: The Brunettes (2004)
- Sheer Hosed Showoffs (2003)
- KO'd by Chloroform (2003)
- Focus on Toes (2003)
- Restraint That's Rare (2003)
- Pantyhose Sensations (2003)
- Chloroformed Cuties! (2003)
- Virtual Lap Dancers (2003) .... dançarina
- PPV-672 Erica Campbell Pantyhose (2003) .... modelo Pantyhose
- Tied, Topless and Tempting (2003)
- Hot Mouths/Wet Toes (2002)
- Seven Sexy Strugglers (2002)
- Barefoot Enticements (2002) .... mulher provocativa
- Bondage Under the Sun (2002)
- Captives of Crime (2002) .... cheerleader sequestrada
- Naked Restraint (2002)
- Ties of Friendship (2002)
- Naked and Struggling (2002)
- Helpless Nudes (2002)
- Pantyhose Pairs (2002)
- Toe Teasers (2001)